# Eintracht Braunschweig
Eintracht Braunschweig is een Duitse omnisportclub uit Braunschweig en werd in 1895 opgericht. De voetbalafdeling speelde van 1904 tot 1985 met uitzondering van drie seizoenen altijd in de hoogste speelklasse.

## Geschiedenis

### Ontstaan tot 1933
Op 15 december 1895 werd Fußball- und Cricket Club Eintracht Braunschweig opgericht in de woning van ingenieur Carl Schaper. De volgende jaren speelde de club vriendschappelijke wedstrijden. Op 13 februari 1898 won de club met 0-12 van FC Brunsviga 1896. In januari 1900 was Eintracht, samen met Brunsviga en Germania Braunschweig een van de stichtende clubs van de Duitse voetbalbond. Het duurde wel nog even voor de club aan een georganiseerde competitie deelnam. Op 7 mei 1904 was de club stichtend lid van de voetbalbond voor het hertogdom Braunschweig. De bond organiseerde de stadscompetitie. Braunschweig werd meteen ongeslagen kampioen en plaatste zich zo voor de eindronde om de Duitse landstitel. De club versloeg Hannoverscher FC 96, FuCC Cricket-Viktoria 1897 Magdeburg en werd dan geloot tegen VfB Leipzig, maar deze club trok zich terug vanwege de hoge reiskosten. De volgende tegenstander was Berliner TuFC Union 1892 dat met 4-1 won van de club. Op 8 oktober 1905 werd het nieuwe terrein aan de Helmstedter Straße in gebruik genomen. Op 25 december van dat jaar speelde de club zijn eerste internationale wedstrijd tegen het Boheemse Slavia Praag dat met 3-8 won. Op 12 oktober 1906 werd de naam gewijzigd in FC Eintracht von 1895.
Tot 1918 zou de club steeds de stadscompetitie winnen. Vanaf 1905/06 nam de club deel aan de Noord-Duitse eindronde, een tussenstadium tussen de lokale competities en de nationale eindronde. Na twee verloren finales op rij tegen Victoria Hamburg kon de club in 1907/08 eindelijk winnen tegen Victoria en werd zo kampioen. In de nationale eindronde verloor de club meteen van Duisburger SpV. De volgende seizoenen stootte de club nog enkele keren door tot de Noord-Duitse finale, maar botste daar op Altonaer FC 1893 en Holstein Kiel. In 1912/13 werd de club voor de tweede keer Noord-Duitse kampioen. Door omstandigheden werd de finale echter te laat gespeeld om nog te kunnen deelnemen aan de nationale eindronde. In deze periode leverde de club drie spelers voor het nationaal elftal. Walter Poppe speelde zelfs mee in de tweede wedstrijd ooit van de Duitsers.
In 1913/14 organiseerde de Noord-Duitse voetbalbond (NFV) een grote competitie, de NFV-Liga. Hieraan namen de sterkste teams van de regionale competities deel. Eintracht was de enige club uit Braunschweig die deelnam. Nu de club tegenover sterkere teams kwam te staan werd de club voor het eerst niet kampioen, maar vijfde. Ook de volgende seizoenen bleef de club kampioen, enkel in 1918/19 moest de club de titel aan VfB 04 Braunschweig laten.
Op 10 februari 1920 werd de naam gewijzigd in SV Eintracht Braunschweig. Vanaf 1921 begon de Noord-Duitse voetbalbond met een nieuwe competitie, Südkreis, die later werd omgedoopt in de Zuid-Hannover-Braunschweig. Op 17 juni 1923 werd voor 15.000 toeschouwers een galawedstrijd gespeeld tegen 1. FC Nürnberg om het nieuwe Eintracht-Stadion in te wijden. De club werd kampioen in 1923/24, 1924/25 en 1926/27, maar kon in de Noord-Duitse eindronde geen potten meer breken. Vanaf 1929 werden de twee reeksen samen gevoegd en mocht de top vier naar de eindronde. Eintracht werd twee keer vicekampioen achter Arminia Hannover, maar kon opnieuw geen resultaten boeken op hoger niveau. In 1932/33 werd de club slechts zesde en had maar 1 puntje meer dan rivaal VfB 04 en plaatste zich zo net voor de Gauliga Niedersachsen, die het volgende seizoen van start ging.

### Gauliga
De Nationaalsocialistische Duitse Arbeiderspartij, die in 1933 aan de macht gekomen was schafte alle overkoepelende voetbalbonden en hun competities af. Er werden 16 Gauliga's ingevoerd voor Duitsland als grootste klasse, dat lijkt nog veel maar was al een hele inperking vergeleken met de ontelbare competities die er voorheen waren. De zes competities van Noord-Duitsland werden over twee Gauliga's van telkens tien clubs verdeeld en Eintracht kwam nu in een zwaardere competitie terecht. Na enkele middenmootplaatsen kon de club in 1936/37 het behoud pas op de laatste speeldag verzekeren. Op 31 oktober 1937 speelde de club de achtste finale van de Tschammerpokal, de voorloper van de DFB-Pokal, tegen landskampioen Schalke 04 voor 24.000 toeschouwers. De wedstrijd werd na verlengingen verloren met 0-1. In de competitie ging het de volgende seizoenen een stuk beter en Eintracht eindigde steevast in de top drie. Door het uitbreken van de Tweede Wereldoorlog werd de Gauliga in twee groepen verdeeld. Braunschweig werd groepswinnaar in 1941/42, maar moest in de finaleronde genoegen nemen de een derde plaats.
Het volgende seizoen werd de Gauliga opgesplitst en ging de club in de Gauliga Südhannover-Braunschweig spelen, waar ze meteen kampioen werden. Hierdoor plaatste de club zich nog eens voor de nationale eindronde waarin ze Victoria Hamburg versloegen, maar dan werden ze door Dresdner SC verslagen. Ook het volgende seizoen plaatste de club zich en verloor dan in de eerste ronde van SpVgg 05 Wilhelmshaven. Het laatste seizoen voor het einde van de oorlog werd niet beëindigd. De laatste wedstrijd werd op 4 februari 1945 gespeeld tegen Germania Wolfenbüttel en eindigde op 6-10. Na de oorlog werden alle Duitse voetbalclubs ontbonden. De club werd heropgericht als TSV Braunschweig. Er volgden twee overgangsseizoenen. TSV speelde in de competitie van Niedersachsen Süd en werd twee keer kampioen.

### Oberliga
Vanaf 1947 werd er van start gegaan met de Oberliga Nord, de nieuwe hoogste klasse. Er waren vijf Oberliga's in West-Duitsland, een heel pak minder dan de Gauliga's, al was Duitsland toen wel een stuk groter. Op 1 april 1949 werd opnieuw de naam Eintracht Braunschweig aangenomen. Na drie seizoenen in de subtop ging het bergaf tot een degradatie volgde in 1951/52. Voor het eerst in zijn bestaan speelde de club niet meer op het hoogste niveau. De club herpakte zich en werd meteen kampioen in de Amateurliga.
De club kon zich nu vestigen in de Oberliga en speelde er met wisselend succes. In 1957/58 werd de club vicekampioen achter HSV en plaatste zich zo voor de vierde keer in de geschiedenis voor de nationale eindronde. De club werd derde in zijn groep. De volgende jaren speelde de club weer in de middenmoot, maar net op het juiste moment had de club een heropleving. In 1962/63 werd de club derde en kwalificeerde zich daar net mee voor de nieuwe Bundesliga.

### 1963-heden
De club was een van de 16 gelukkigen (uit 46 kandidaten) die in de nieuwe competitie mocht spelen. Na drie plaatsen in de middenmoot werd de club voor het eerst landskampioen in 1966/67. De titel werd beslecht op de voorlaatste speeldag door een gelijkspel tegen Rot-Weiss Essen. Viktor Siuda, die atleet was in de sportvereniging van Eintracht en al vele prijzen gewonnen had en ook supporter was van de voetbalclub, legde het traject Braunschweig-Essen (328 kilometer) te voet af en kwam 20 minuten voor het begin van de wedstrijd in het stadion aan. De club won veel wedstrijden met 1-0 en 2-0, maar had de sterkste verdediging van de Bundesliga. De club kreeg maar 27 doelpunten tegen, een record dat pas in 1988 door Werder Bremen verbroken werd. De aanval dat seizoen stond op een gedeelde zevende plaats. Hierdoor mocht de club voor het eerst in zijn bestaan Europees voetbal spelen. Nadat eerst Rapid Wien verslagen werd, verloor de club in de kwartfinale van Juventus. Braunschweig werd de eerste club in de Bundesliga die een sponsorlogo op de voetbaltruitjes had. Hun voorbeeld werd al snel gevolgd.
De volgende jaren waren met wisselend succes in de middenmoot en de subtop. Na een vierde plaats in 1970/71 mocht de club deelnemen aan de eerste editie van de UEFA Cup en bereikte de derde ronde tegen Ferencvaros. In 1972/73 degradeerde de club voor het eerst uit de Bundesliga, maar de afwezigheid kon tot één seizoen beperkt worden.
Op 30 augustus 1975 kreeg Wolfgang Grzyb een rode kaart in een wedstrijd tegen Bremen. Op zich niet zo een noemenswaardig feit, ware het niet dat dit de eerste rode kaart was voor de club sinds de invoering van de Bundesliga. Dit record werd tot op heden nog niet verbroken. Grzyb kreeg de kaart ook niet voor een overtreding, maar omdat hij de jongere scheidsrechter uitgescholden had. Aan het einde van het seizoen eindigde de promovendus op een respectabele negende plaats. De resultaten gingen in stijgende lijn en met een vijfde plaats in het volgende seizoen werd er opnieuw Europees voetbal afgedwongen. De club werd in de tweede ronde uitgeschakeld.
In 1976/77 misten ze de titel op een haar na, ze eindigden 1 punt onder kampioen Borussia Mönchengladbach en gelijk met Schalke, maar eindigden 3de door een slechter doelpuntencoëfficiënt. In de UEFA Cup bereikten ze de derde ronde, waar ze door PSV Eindhoven uitgeschakeld werden. Na enkele seizoenen middenmoot volgde in 1979/80 een nieuwe degradatie. Ook deze maal keerde de club na één seizoen terug bij de elite. Na drie seizoenen middenmoot volgde in 1984/85 een definitieve degradatie. Braunschweig slaagde er niet meer in om terug te kreren.
Na een teleurstellende twaalfde plaats degradeerde de club in 1987 zelfs naar de Oberliga, de derde klasse. Ze werden het eerste team dat ooit degradeerde met een positief doelpuntensaldo (52 voor en 47 tegen). Eintracht werd meteen kampioen en keerde terug naar de 2. Bundesliga en verbleef daar tot 1993. In 1994 werd de Oberliga de vierde klasse en Eintracht ging nu in de nieuwe Regionalliga spelen. Van 1996 tot 2000 eindigde de club steeds op de tweede of de derde plaats, maar het duurde tot 2002 vooraleer de club erin slaagde te promoveren. De club werd meteen weer naar de Regionalliga verwezen en werd na twee seizoenen kampioen. Na een twaalfde plaats in de 2. Bundesliga werd de club laatste in 2007. Het volgende seizoen stond de club oog in oog met de vierde klasse, maar kroop door het oog van de naald. Door de invoering van de 3. Liga werd de Regionalliga de vierde klasse, enkel de tien beste clubs kwalificeerden zich. Braunschweig werd nipt tiende en telde evenveel punten als nummer elf, 1. FC Magdeburg, dat echter een slechter doelsaldo had. In het seizoen 2010/11 eindigde Bruanschweig op de eerste plaats in de 3. Liga en kon het zo de promotie naar de 2. Bundesliga afdwingen. In 2012/13 stond de club lange tijd aan de kop en moest pas in een later stadium de leiding afstaan aan Hertha BSC, maar eindigde desalniettemin op een tweede plaats die recht gaf op promotie. In het seizoen 2013/2014 degradeert de club na een seizoen in de Bundesliga weer naar de 2. Bundesliga. Op de laatste speeldag verloor de club met 3-1 bij Hoffenheim en bleef daardoor laatste in de tabel. Na twee plaatsen in de subtop werd de club in 2017 derde en verloor in de barrage tegen eersteklasser VfL Wolfsburg waardoor ze niet promoveerden. In 2018 zakte de club op de laatste speeldag in extremis naar de 3. Liga.
Op 2 juli 2020 keerde Braunschweig terug in de 2. Bundesliga, nadat ze zelf won van SV Waldhof Mannheim (3-2) en concurrent MSV Duisburg in de slotfase de overwinning uit handen gaf tegen FC Bayern München II (2-2), vervolgens zaten ook op de andere velden de resultaten mee, waardoor Braunschweig niet meer te achterhalen was. Gelijk in het eerstvolgende seizoen degradeerde de club terug naar het derde niveau, de club werd zeventiende wat niet genoeg was voor lijfsbehoud. Na een tweede plaats in het seizoen 2021/2022 promoveerde de club terug naar het tweede niveau waar het de twee jaren nadien als vijftiende zou eindigen.

## Erelijst
- Landskampioen

1967
- Kampioen Noord-Duitsland

1908, 1913
- Kampioen Braunschweig

1905, 1906, 1907, 1908, 1909, 1910, 1911, 1912, 1913, 1915, 1917, 1918, 1920
- Kampioen Zuid-Hannover-Braunschweig II

1924, 1925, 1927
- Gauliga Südhannover-Braunschweig

1943, 1944
- Kampioen Niedersachsen-Süd

1946, 1947
- 3. Liga

2011
- Regionalliga Nord

1974, 2005
- Oberliga Nord

1988

## Eindklasseringen (grafiek)
- 1964 11e
Bundesliga
- 1965 9e
Bundesliga
- 1966 10e
Bundesliga
- 1967 1e
Bundesliga
- 1968 9e
Bundesliga
- 1969 4e
Bundesliga
- 1970 16e
Bundesliga
- 1971 4e
Bundesliga
- 1972 12e
Bundesliga
- 1973 17e
Bundesliga
- 1974 1e
Regionalliga
- 1975 9e
Bundesliga
- 1976 5e
Bundesliga
- 1977 3e
Bundesliga
- 1978 13e
Bundesliga
- 1979 9e
Bundesliga
- 1980 18e
Bundesliga
- 1981 2e
2. Bundesliga
- 1982 11e
Bundesliga
- 1983 15e
Bundesliga
- 1984 9e
Bundesliga
- 1985 18e
Bundesliga
- 1986 12e
2. Bundesliga
- 1987 17e
2. Bundesliga
- 1988 1e
Oberliga
- 1989 9e
2. Bundesliga
- 1990 7e
2. Bundesliga
- 1991 13e
2. Bundesliga
- 1992 7e
2. Bundesliga
- 1993 19e
2. Bundesliga
- 1994 2e
Oberliga
- 1995 6e
Regionalliga
- 1996 2e
Regionalliga
- 1997 2e
Regionalliga
- 1998 2e
Regionalliga
- 1999 3e
Regionalliga
- 2000 3e
Regionalliga
- 2001 8e
Regionalliga
- 2002 2e
Regionalliga
- 2003 15e
2. Bundesliga
- 2004 6e
Regionalliga
- 2005 1e
Regionalliga
- 2006 13e
2. Bundesliga
- 2007 18e
2. Bundesliga
- 2008 10e
Regionalliga
- 2009 13e
3. Liga
- 2010 4e
3. Liga
- 2011 1e
3. Liga
- 2012 8e
2. Bundesliga
- 2013 2e
2. Bundesliga
- 2014 18e
Bundesliga
- 2015 6e
2. Bundesliga
- 2016 8e
2. Bundesliga
- 2017 3e
2. Bundesliga
- 2018 17e
2. Bundesliga
- 2019 16e
3. Liga
- 2020 3e
3. Liga
- 2021 17e
2. Bundesliga
- 2022 2e
3. Liga
- 2023 15e
2. Bundesliga
- 2024 15e
2. Bundesliga
- 2025 16e
2. Bundesliga

- Niveau 1
- Niveau 2
- Niveau 3

| Legenda niveautijdlijn | Legenda niveautijdlijn      | Legenda niveautijdlijn      | Legenda niveautijdlijn      | Legenda niveautijdlijn    | Legenda niveautijdlijn |
| Liga                   | Seizoen 1963/64 t/m 1973/74 | Seizoen 1974/75 t/m 1993/94 | Seizoen 1994/95 t/m 2007/08 | Seizoen 2008/09 tot heden | Opmerking              |
| ---------------------- | --------------------------- | --------------------------- | --------------------------- | ------------------------- | ---------------------- |
| Bundesliga             | Niveau I                    | Niveau I                    | Niveau I                    | Niveau I                  |                        |
| 2. Bundesliga          | --                          | Niveau II                   | Niveau II                   | Niveau II                 |                        |
| 3. Liga                | --                          | --                          | --                          | Niveau III                |                        |
| Regionalliga           | Niveau II                   | --                          | Niveau III                  | Niveau IV                 |                        |
| Oberliga               | --                          | Niveau III *                | Niveau IV                   | Niveau V                  | * vanaf 1978/79        |

| Niveau | Aantal | Periode (1947-2026) |
| ------ | ------ | --- |
| I      | 36     | 1947-1952, 1953-1973, 1974-1980, 1981-1985, 2013-2014                                                                   |
| II     | 24     | 1952-1953, 1973-1974, 1980-1981, 1985-1987, 1988-1993, 2002-2003, 2005-2007, 2011-2013, 2014-2018, 2020-2021, 2022-.... |
| III    | 19     | 1987-1988, 1993-2002, 2003-2005, 2007-2011, 2018-2020, 2021-2022                                                        |

## Seizoensresultaten vanaf 1948
| Seizoen | Competitie                        | Niveau | Eindstand | DFB Pokal    | Opmerking |
| ------- | --------------------------------- | ------ | --------- | ------------ | --- |
| 1947/48 | Oberliga Nord                     | I      | 3         | --           | |
| 1948/49 | Oberliga Nord                     | I      | 4         | --           | |
| 1949/50 | Oberliga Nord                     | I      | 5         | --           | |
| 1950/51 | Oberliga Nord                     | I      | 10        | --           | |
| 1951/52 | Oberliga Nord                     | I      | 14        | --           | |
| 1952/53 | Amateuroberliga Niedersachsen-Ost | II     | 1         | 1e ronde     | < SV Waldhof Mannheim, 1-2                                                                                             |
| 1953/54 | Oberliga Nord                     | I      | 4         | 1e ronde     | < Union Krefeld, 0-4                                                                                                   |
| 1954/55 | Oberliga Nord                     | I      | 6         | --           | |
| 1955/56 | Oberliga Nord                     | I      | 11        | --           | |
| 1956/57 | Oberliga Nord                     | I      | 7         | --           | |
| 1957/58 | Oberliga Nord                     | I      | 2         | --           | 3e Groep 2 Duits voetbalkampioenschap; Ligatopscorer: Werner Thamm (23)                                                |
| 1958/59 | Oberliga Nord                     | I      | 5         | --           | |
| 1959/60 | Oberliga Nord                     | I      | 8         | --           | |
| 1960/61 | Oberliga Nord                     | I      | 9         | --           | |
| 1961/62 | Oberliga Nord                     | I      | 6         | 1e ronde     | < 1. FC Saarbrücken, 1-4                                                                                               |
| 1962/63 | Oberliga Nord                     | I      | 3         | --           | geplaatst voor de nieuwe Bundesliga                                                                                    |
| 1963/64 | Bundesliga                        | I      | 11        | 8e finale    | < 1. FC Saarbrücken: 1-2 n.v.                                                                                          |
| 1964/65 | Bundesliga                        | I      | 9         | kwartfinale  | < Borussia Dortmund: 0-2                                                                                               |
| 1965/66 | Bundesliga                        | I      | 10        | 1e ronde     | < FC Bayern München: 0-1                                                                                               |
| 1966/67 | Bundesliga                        | I      |           | 1e ronde     | < MSV Duisburg: 2-3 n.v.                                                                                               |
| 1967/68 | Bundesliga                        | I      | 9         | kwartfinale  | < 1. FC Köln: 1-1 / 1-2; kwartfinale Europa Cup I                                                                      |
| 1968/69 | Bundesliga                        | I      | 4         | 8e finale    | < Werder Bremen: 0-5                                                                                                   |
| 1969/70 | Bundesliga                        | I      | 16        | 1e ronde     | < SSV Jahn Regensburg: 0-1                                                                                             |
| 1970/71 | Bundesliga                        | I      | 4         | 1e ronde     | < Tasmania 1900 Berlin: 0-1                                                                                            |
| 1971/72 | Bundesliga                        | I      | 12        | 8e finale    | < FC Bayern München: 0-0 / 1-3 n.v.; 8e finale UEFA-Cup                                                                |
| 1972/73 | Bundesliga                        | I      | 17        | kwartfinale  | < 1. FC Köln: 0-5 / 2-3                                                                                                |
| 1973/74 | Regionalliga Nord                 | II     | 1         | 1e ronde     | < 1. FC Köln: 0-2; 1e in promotieserie 1 met 1. FC Nürnberg, SG Wattenscheid 09, Wacker 04 Berlin en 1. FC Saarbrücken |
| 1974/75 | Bundesliga                        | I      | 9         | 3e ronde     | < SV Viktoria Köln: 1-2                                                                                                |
| 1975/76 | Bundesliga                        | I      | 5         | 8e finale    | < 1. FC Kaiserslautern: 0-2                                                                                            |
| 1976/77 | Bundesliga                        | I      | 3         | 2e ronde     | < SV Röchling Völklingen: 1-2; 2e ronde UEFA-Cup                                                                       |
| 1977/78 | Bundesliga                        | I      | 13        | 8e finale    | < Fortuna Düsseldorf: 1-3; 8e finale UEFA-Cup                                                                          |
| 1978/79 | Bundesliga                        | I      | 9         | 3e ronde     | < 1. FC Köln: 2-3 n.v.                                                                                                 |
| 1979/80 | Bundesliga                        | I      | 18        | 3e ronde     | < VfB Stuttgart: 2-3 n.v.                                                                                              |
| 1980/81 | 2. Bundesliga-Nord                | II     | 2         | halve finale | <1. FC Kaiserslautern: 2-3; Relegation > Kickers Offenbach: 0-1 / 2-0                                                  |
| 1981/82 | Bundesliga                        | I      | 11        | 1e ronde     | < Wuppertaler SV: 0-1                                                                                                  |
| 1982/83 | Bundesliga                        | I      | 15        | 8e finale    | < SC Fortuna Köln: 1-2                                                                                                 |
| 1983/84 | Bundesliga                        | I      | 9         | 8e finale    | < 1. FC Bocholt: 1-3 n.v.                                                                                              |
| 1984/85 | Bundesliga                        | I      | 18        | 1e ronde     | < Eintracht Frankfurt: 1-3                                                                                             |
| 1985/86 | 2. Bundesliga                     | II     | 12        | 1e ronde     | < VfB Stuttgart: 3-6                                                                                                   |
| 1986/87 | 2. Bundesliga                     | II     | 17        | 1e ronde     | < Eintracht Frankfurt: 1-3                                                                                             |
| 1987/88 | Oberliga Nord                     | III    | 1         | 1e ronde     | < 1. FC Nürnberg: 2-3; 2e in promotiegroep Noord met Hertha BSC, MSV Duisburg, Preußen Münster en VfL Wolfsburg        |
| 1988/89 | 2. Bundesliga                     | II     | 9         | 1e ronde     | < Borussia Dortmund: 0-6                                                                                               |
| 1989/90 | 2. Bundesliga                     | II     | 7         | halve finale | < Werder Bremen: 0-2                                                                                                   |
| 1990/91 | 2. Bundesliga                     | II     | 13        | 2e ronde     | < FC Schalke 04: 0-4.                                                                                                  |
| 1991/92 | 2. Bundesliga                     | II     | 7         | 1e ronde     | < SpVgg Ludwigsburg: 2-3 n.v.                                                                                          |
| 1992/93 | 2. Bundesliga                     | II     | 19        | 3e ronde     | < MSV Duisburg: 1-3; instroom clubs uit Oost-Duitsland                                                                 |
| 1993/94 | Oberliga Nord                     | III    | 2         | 2e ronde     | < Tennis Borussia Berlin: 0-1; 2e in promotieserie 3 met Fortuna Düsseldorf, TuS Paderborn-Neuhaus en FC Augsburg      |
| 1994/95 | Regionalliga Nord                 | III    | 6         | --           | |
| 1995/96 | Regionalliga Nord                 | III    | 2         | --           | |
| 1996/97 | Regionalliga Nord                 | III    | 2         | --           | |
| 1997/98 | Regionalliga Nord                 | III    | 2         | --           | |
| 1998/99 | Regionalliga Nord                 | III    | 3         | --           | finalist NFV-Pokal > SV Meppen: 0-2                                                                                    |
| 1999/00 | Regionalliga Nord                 | III    | 3         | --           | |
| 2000/01 | Regionalliga Nord                 | III    | 8         | --           | |
| 2001/02 | Regionalliga Nord                 | III    | 2         | --           | Daniel Teixeira ligatopscorer (19)                                                                                     |
| 2002/03 | 2. Bundesliga                     | II     | 15        | 1e ronde     | < SSV Reutlingen: 1-2                                                                                                  |
| 2003/04 | Regionalliga Nord                 | III    | 6         | 8e finale    | < Alemannia Aachen: 0-5; winnaar NFV-Pokal > Hannover 96-amateurs: 2-2 (3-2 n.s.)                                      |
| 2004/05 | Regionalliga Nord                 | III    | 1         | 8e finale    | < FC Bayern München-II: 2-3                                                                                            |
| 2005/06 | 2. Bundesliga                     | II     | 13        | 2e ronde     | < SC Freiburg: 1-4 |
| 2006/07 | 2. Bundesliga                     | II     | 18        | 1e ronde     | < VfL Osnabrück: 1-3                                                                                                   |
| 2007/08 | Regionalliga Nord                 | III    | 10        | 1e ronde     | < Werder Bremen: 0-1                                                                                                   |
| 2008/09 | 3. Liga                           | III    | 13        | --           | finalist NFV-Pokal > BSV Kickers Emden: 1-2                                                                            |
| 2009/10 | 3. Liga                           | III    | 4         | 1e ronde     | < 1. FC Kaiserslautern: 0-1                                                                                            |
| 2010/11 | 3. Liga                           | III    | 1         | 1e ronde     | < SpVgg Greuther Fürth: 1-2 n.v.; winnaar NFV-Pokal > BSV Kickers Emden: 2-1                                           |
| 2011/12 | 2. Bundesliga                     | II     | 8         | 1e ronde     | < FC Bayern München: 0-3                                                                                               |
| 2012/13 | 2. Bundesliga                     | II     | 2         | 2e ronde     | < SC Freiburg: 0-2; Ligatopscorer: Domi Kumbela (19)                                                                   |
| 2013/14 | Bundesliga                        | I      | 18        | 1e ronde     | < DSC Arminia Bielefeld: 1-2                                                                                           |
| 2014/15 | 2. Bundesliga                     | II     | 6         | 8e finale    | < FC Bayern München: 0-2                                                                                               |
| 2015/16 | 2. Bundesliga                     | II     | 8         | 8e finale    | < VfB Stuttgart: 2-3 n.v.                                                                                              |
| 2016/17 | 2. Bundesliga                     | II     | 3         | 1e ronde     | < Würzburger Kickers: 0-1 n.v.; Relegation > VfL Wolfsburg: 0-1 (U) / 0-1 (T)                                          |
| 2017/18 | 2. Bundesliga                     | II     | 17        | 1e ronde     | < Holstein Kiel: 1-2                                                                                                   |
| 2018/19 | 3. Liga                           | III    | 16        | 1e ronde     | < Hertha BSC: 1-3 |
| 2019/20 | 3. Liga                           | III    | 3         | --           | rechtstreekse promotie omdat kampioen Bayern München-II geen promotierecht heeft.                                      |
| 2020/21 | 2. Bundesliga                     | II     | 17        | 2e ronde     | < Borussia Dortmund: 0-2                                                                                               |
| 2021/22 | 3. Liga                           | III    | 2         | 1e ronde     | < Hamburger SV: 1-2 |
| 2022/23 | 2. Bundesliga                     | II     | 15        | 2e ronde     | < VfL Wolfsburg: 1-2                                                                                                   |
| 2023/24 | 2. Bundesliga                     | II     | 15        | 1e ronde     | < FC Schalke 04: 1-3                                                                                                   |
| 2024/25 | 2. Bundesliga                     | II     | 16        | 1e ronde     | < Eintracht Frankfurt: 1-4; pd-wedstrijden > 1. FC Saarbrücken: 2-0 (U) / 2-2 n.v. (T)                                 |
| 2025/26 | 2. Bundesliga                     | II     | .         |              | |

## Braunschweig in Europa

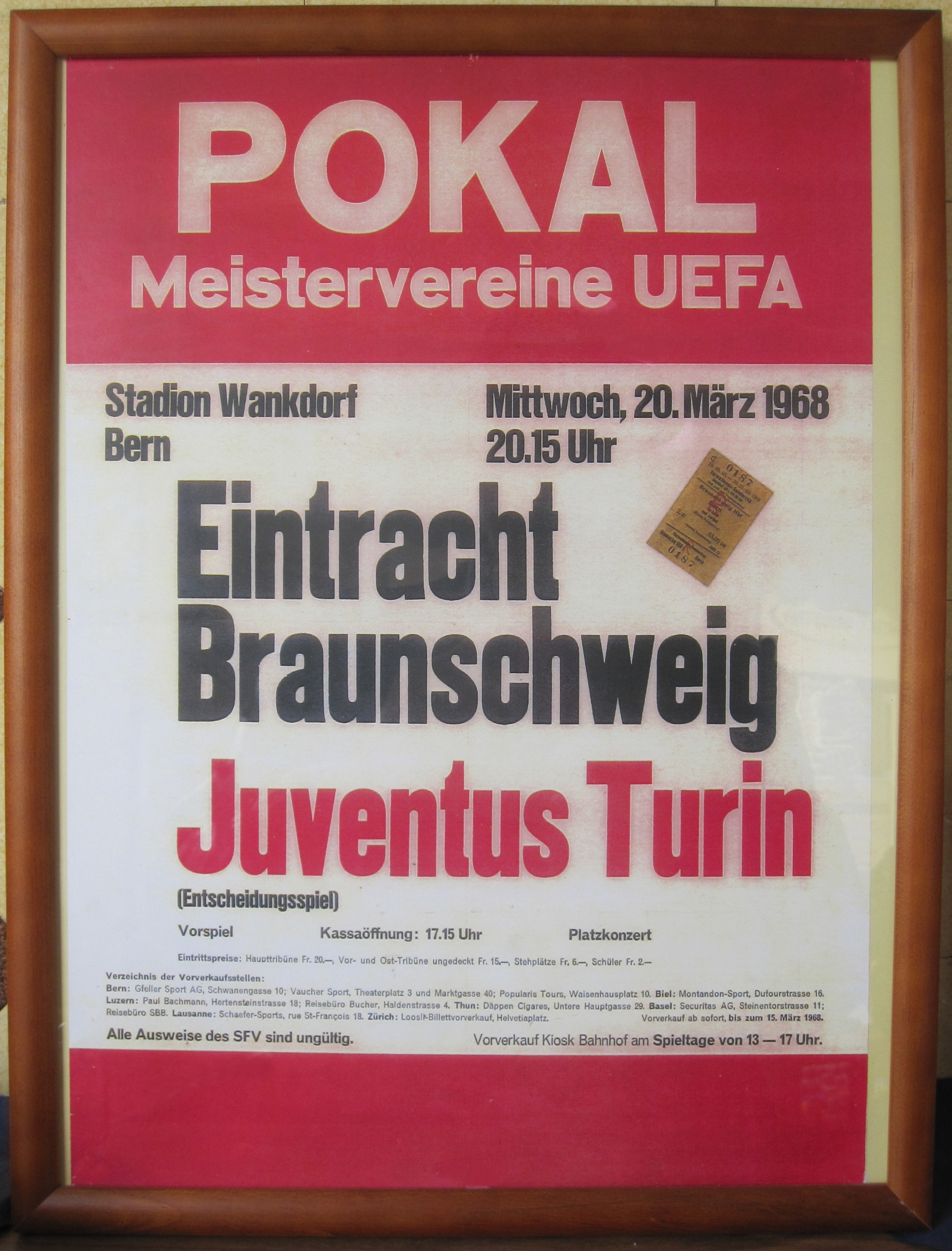
Aankondiging van de kwartfinale play-off in de Europese Champions Cup 1967/68

Uitslagen vanuit gezichtspunt Eintracht Braunschweig
| Seizoen                                                     | Competitie  | Ronde | Land                                         | Club               | Totaalscore          | 1e W    | 2e W    | PUC |
| ----------------------------------------------------------- | ----------- | ----- | -------------------------------------------- | ------------------ | -------------------- | ------- | ------- | --- |
| 1967/68                                                     | Europacup I | 1R    | Vlag van Albanië (1946-1992)                 | Dinamo Tirana      | walk-over            |         |         | 5.0 |
|                                                             |             | 1/8   | Vlag van Oostenrijk                          | Rapid Wien         | 2-1                  | 0-1 (U) | 2-0 (T) | 5.0 |
|                                                             |             | 1/4   | Vlag van Italië                              | Juventus           | 3-4 (BW in Bern 0-1) | 3-2 (T) | 0-1 (U) | 5.0 |
| 1971/72                                                     | UEFA Cup    | 1R    | Vlag van Noord-Ierland                       | Glentoran FC       | 7-1                  | 1-0 (U) | 6-1 (T) | 8.0 |
|                                                             |             | 2R    | Vlag van Spanje (11 okt. 1945- 20 jan. 1977) | Athletic Bilbao    | 4-3                  | 2-1 (T) | 2-2 (U) | 8.0 |
|                                                             |             | 1/8   | Vlag van Hongarije                           | Ferencvaros        | 3-6                  | 1-1 (T) | 2-5 (U) | 8.0 |
| 1976/77                                                     | UEFA Cup    | 1R    | Vlag van Denemarken                          | Holbæk B&I         | 7-1                  | 7-0 (T) | 0-1 (U) | 4.0 |
|                                                             |             | 2R    | Vlag van Spanje (11 okt. 1945- 20 jan. 1977) | RCD Español        | 2-3                  | 2-1 (T) | 0-2 (U) | 4.0 |
| 1977/78                                                     | UEFA Cup    | 1R    | Vlag van Sovjet-Unie                         | Dynamo Kiev        | 1-1 u                | 1-1 (U) | 0-0 (T) | 4.0 |
|                                                             |             | 2R    | Vlag van Noorwegen                           | Start Kristiansand | 4-1                  | 0-1 (U) | 4-0 (T) | 4.0 |
|                                                             |             | 1/8   | Vlag van Nederland                           | PSV Eindhoven      | 1-4                  | 0-2 (U) | 1-2 (T) | 4.0 |
| Totaal aantal behaalde punten voor UEFA coëfficiënten: 21.0 |             |       |                                              |                    |                      |         |         |     |

Zie ook
- Deelnemers UEFA-toernooien Duitsland
- Ranglijst van alle clubs die in de diverse Europa Cups zijn uitgekomen

## Spelers records
Top-5 meest gespeelde wedstrijden
| Nr. | Land      | Naam             | Positie    | Periode   | Aantal |
| --- | --------- | ---------------- | ---------- | --------- | ------ |
| 1.  | Duitsland | Franz Merkhoffer | Verdediger | 1968-1984 | 605    |
| 2.  | Duitsland | Bernd Franke     | Doelman    | 1971-1985 | 509    |
| 3.  | Duitsland | Wolfgang Grzyb†  | Verdediger | 1965-1978 | 432    |
| 4.  | Duitsland | Joachim Bäse†    | Verdediger | 1959-1973 | 371    |
| 4.  | Duitsland | Reiner Hollmann  | Verdediger | 1973-1984 | 371    |

Top-5 Doelpuntenmakers
| Nr. | Land      | Naam            | Periode   | Aantal |
| --- | --------- | --------------- | --------- | ------ |
| 1.  | Duitsland | Werner Thamm†   | 1950-1962 | 112    |
| 1.  | Duitsland | Bernd Gersdorff | 1969-1976 | 112    |
| 3.  | Duitsland | Ronald Worm     | 1979-1987 | 110    |
| 4.  | Duitsland | Jürgen Moll†    | 1957-1969 | 109    |
| 5.  | Duitsland | Lothar Ulsaß†   | 1964-1972 | 99     |

stand: 02-08-2025

## Bekende (ex-)spelers
- Igor Belanov
- Ermin Bičakčić
- Hasse Borg
- Mushaga Bakenga
- Paul Breitner
- Saulo Decarli
- Omar Elabdellaoui
- Bernd Franke
- Bernd Gersdorff
- Luis Görlich
- Mathias Hain
- Uwe Hain
- Rudi Istenič
- Lukas Kruse
- Simeon Jackson
- Allan Michaelsen
- Danilo Popivoda
- Tobias Rau
- Andre Schembri